# 圣克鲁斯德穆德拉
圣克鲁斯德穆德拉，是西班牙卡斯蒂利亚-拉曼恰雷阿尔城省的一个市镇。 总面积135平方公里，总人口4716人（2001年），人口密度35人/平方公里。